# Puno
Puno je město, které se rozkládá na náhorní plošině Altiplano v jihovýchodní části Peru, na břehu jezera Titicaca. Je hlavním městem stejnojmenného regionu a provincie.

## Historie
Město založil 4. listopadu 1668 peruánský místokrál Pedro Antonio Fernández de Castro.